# めばえ (テレビ番組)
『めばえ』は、読売テレビ（ytv）を幹事局として、日本の民放テレビ局の一部で放送中の企画ネット形式による箱番組である。
2019年3月29日まではスタジオアリス、同年4月1日からは、一部のネット局を除いてミキハウスの単独提供番組として放送されている。放送時間は原則として1分30秒。

## 概要
視聴者からの情報提供などを基に、各局の地元で産声を上げた赤ちゃんの動画や映像を、原則として1回1名のペースで紹介。ytvをはじめ、複数のネット局では、赤ちゃんの映像のBGMに熊木杏里の楽曲「誕生日」を用いている。
当番組の母体は、ytvが2007年10月から2009年3月まで『ニューススクランブル』（平日の夕方に関西ローカルで放送されていたワイドニュース番組）のエンディング（18:53頃）に放送していた同名のコーナー。企画を立ち上げたytvの林浩三ディレクターは、「悲しい事件や痛ましい事故よりも、心が温まる、誰もが喜ぶニュースを伝えたかった」と語っている。2009年4月から後継番組の『かんさい情報ネットten! → かんさい情報ネットten.』でも放送を継続したが、同年5月の放送時間変更を機に、スタジオアリスがコーナースポンサーに付くようになった。ただし、放送では同社のCMを挿入しない代わりに、「Supported by スタジオアリス」というクレジットを映像に表示。同社の公式サイトのトップページには一時、ytv版「めばえ」公式サイトへのリンクバナーを設けていた。2019年4月1日からスポンサーがミキハウス（miki house）へ交代したことを機に、クレジット表記も「Supported by miki house」に変更された｡
また、ytvの記者・カメラマンによる東日本大震災（2011年3月）への取材支援をきっかけに、福島中央テレビ・ミヤギテレビ（いずれも被災地域のNNN・NNS加盟局）が「明日への希望を伝える」というコンセプトで2012年4月から当コーナーの放送を開始した。これを機に、NNN・NNS加盟局を中心に、自社制作の報道・情報番組の1コーナーとして内包する放送局が続出。2015年1月の時点で、NNN・NNS非加盟でTBS系列局の琉球放送を含めて、ネット局が21局にまで達していた。2022年4月改編時点でのネット局は7局で、大半のネット局では「Supported by miki house」というクレジットを表示。ただし、一部のネット局では、独自のタイトルやスポンサーを付けて放送している（後述）。
出演した赤ちゃんの家族には、スポンサーからお祝いの品（スタジオアリス時代は「ご出産お祝い券」→ミキハウスへの交代後は同社のベビー肌着やガーゼハンカチ）を進呈。ただし、放送の曜日・時間帯、制作体制、応募・投稿の条件、BGM、CMやナレーションの有無などはネット局によって異なる。

## 系列局の放送

### 関西ローカルでの放送
読売テレビでは、『ニューススクランブル』のエンディングコーナーとして、2007年10月から2009年3月の番組終了まで毎日「めばえ」を放送。当時はスポンサーを付けず、BGMに「言葉にできない」（オフコース）のオルゴールバージョンを用いていた。
2009年4月に『かんさい情報ネットten!』（以下『ten!』と略記、2013年3月25日から『かんさい情報ネットten.』に改称）の放送を開始すると、「きょうの気になる10人!tenこもり!」（話題の人物などを紹介していた17時台のコーナー）に「めばえ」を内包。「10人目の気になる人」として、「誕生日」をBGMに赤ちゃんの映像を放送していた。同年5月からは、「めばえ」を再び独立させるとともに、放送時間帯を『ニューススクランブル』時代と同じエンディング（18:56頃）へ移動。この移動を機に、スタジオアリスがコーナースポンサーに付いた。
ytvでは、『ニューススクランブル』時代から、「放送当日の午前中に近畿2府4県で産まれた赤ちゃん」の情報を公式サイトを通じて視聴者から募集。放送日の9:30頃までに届いた情報を基に、「めばえ」で取り上げる赤ちゃんと家族を決定する。2019年度までは、決定後に女性のディレクターが、関係者の承諾を得たうえで赤ちゃんを出産した場所（自宅・産婦人科・病院など）を訪問。赤ちゃん・家族の映像撮影と、家族への取材を済ませてから、撮影した映像をytvの局内で「めばえ」の放送時間までに編集していた。
もっとも、「めばえ」の開始当初は、ディレクターが近畿2府4県の産婦人科・病院・助産院に電話で協力を呼び掛けていたという。現在では、出演の条件に見合うだけの応募がないなどの不測の事態に備えて、一部の産婦人科・病院と提携。紹介した赤ちゃんの総数は、2015年8月7日（金曜日）放送分で2,000人に達した。
なお、ytv版の「めばえ」には、『ニューススクランブル』時代からナレーターやリポーターを起用していない。また、『ten!』以降の公式サイトでは、「めばえ」で放送済みの赤ちゃんの動画・氏名および放送日（誕生日）を一定期間公開している。
2020年度からは、日本国内で新型コロナウイルスへの感染が拡大していることを踏まえて、放送までの手順を大幅に変更。「めばえ」で取り上げることが決まった赤ちゃんの家族（または入院先の担当看護師）に動画の撮影を依頼したうえで、撮影・送信を経てytv側で編集した映像を放送している。

#### 特別企画
2011年9月11日には、「めばえ」で取り上げた赤ちゃんの人数が（『ニューススクランブル』時代からの）通算で1000人に達したことから、『ten!』で「めばえ誕生1000人スペシャル」を放送。熊木が、同番組のスタジオで「誕生日」を歌った。熊木自身も2013年9月28日に第1子（男児）を出産したことから、同年10月4日放送分の「めばえ」では、「熊木杏里　祝　出産報告」として出産前後の熊木の映像を特別に流した。ちなみに『ten.』の放送が10周年を迎えた2019年4月3日放送分でも、熊木が同番組のスタジオで「誕生日」を歌唱している。
『ten!』→　『ten.』月曜コメンテーターの奥野史子（元・アーティスティックスイミング日本代表選手、1992年バルセロナオリンピック銅メダリスト）が第3子（女児）を出産した2011年7月にも、同月25日放送分の「めばえ」で奥野の出産直後の映像を放送している。奥野と同じオリンピアンの小林祐梨子（元・陸上中距離走および長距離走選手、元・女子1,500m日本記録保持者）も、引退・結婚を経て第1子（長男）を出産した2017年5月18日（木曜日）に、結婚後の本名（坂田祐梨子）で当コーナーに出演していた。
2012年10月27日（土曜日）の「読売テレビ開局55年記念番組『家族のチカラ　大感動スペシャル』」（11:55 - 17:30）では、「めばえ　生中継スペシャル」として大阪府東大阪市の産婦人科からの生中継を実施。中継の4時間半前に産まれたばかりの赤ちゃんの映像を放送するとともに、林マオ（ytvアナウンサー、出演当時は『ten!』サブキャスター）の取材を通じてその家族を紹介した。

### 関西以外の地方での放送
ネット局、内包先の番組および、各局の放送日時は後述。スタジオアリスがスポンサーに付いていた時期には、いずれの局でも同社の15秒CMを挿入していた。
2022年6月の時点では、NNN・NNS加盟局のうち、青森放送・テレビ岩手・日本テレビ・山梨放送・テレビ新潟・福岡放送（いずれもNNN・NNSの双方に加盟）およびテレビ大分（NNS・FNN/FNS加盟局）・テレビ宮崎（NNN・FNN/FNS・ANN加盟局）での放送実績がない。沖縄県では、県内の地上波民放テレビ3局がいずれもNNN・NNSに加盟していないにもかかわらず、2015年3月まで琉球放送（JNN系列局）で放送されていた。
ネット局の一部では、「めばえ」が入らないタイトルや、「めばえ」を組み込んだオリジナルのタイトルで放送している（後述）。また、ネット局ごとに、独自のオープニング映像やタイトルロゴを使用。「めばえ〜こうちの希望〜」というタイトルで平日夕方のローカルワイドニュース『こうちeye』に内包している高知放送では一時、同コーナーのダイジェスト版に当たる5分番組『えがお もういっかい めばえ』を、毎週日曜日の13:25 - 13:30に編成していた。
ネット局によって応募・出演の条件や制作体制が異なることから、応募についてはネット局単位で受け付けている。ただし、いずれの局も、取材した家族に対して取材・放送済みの映像を収めたメディアを進呈しないことを規定している。また、視聴者からの応募ではなく、放送エリア内で提携する産婦人科・病院・助産院からの協力によって取材した映像を放送する局もある。その一方で、ytvのように、放送日や放送済みの赤ちゃんの動画・画像・氏名・誕生日を公式サイトで公開する局が少なくない。
なお、山形放送と福島中央テレビでは、「めばえ」用に取材した赤ちゃんの映像を自社制作のCMなどでも使用することを出演規定で明記。出生してから一定の期間を経過した子どもを対象に、「成長編」と銘打った企画も独自に実施している。

## ネット局・内包先の番組・放送日時一覧
内包先の番組はいずれも生放送であるため、放送時間は目安。

### 現在（2023年7月時点）
- ytv（読売テレビ：幹事局）『かんさい情報ネットten.』月 - 金曜日18:59頃（「めばえ〜きょう、生まれました!〜」、『ニューススクランブル』時代の2007年10月から放送）
- ABS（秋田放送）『ABS news every.』月曜日
- YBC（山形放送）『YBC news every.』月 - 金曜日18:51頃（「めばえ〜山形のひかり〜」→「めばえ」「めばえ　成長編」、企画ネットによる「ヤン坊マー坊天気予報」の終了を機に2013年4月1日から放送）
- FCT（福島中央テレビ）『ゴジてれ Chu !』月 - 金曜日18:56頃（「きぼう 〜ふくしまのめばえ〜」「きぼう ふくしまのめばえ〜成長編〜」）[13]
- TSB（テレビ信州）『news every.』月 - 金曜日18:45頃（「いのち」、前身番組の『報道ゲンバ Face』から継続）
- CTV（中京テレビ）『キャッチ!』月 - 木曜日18:57頃（「かぞくのめばえ」）
- KTK（テレビ金沢）『となりのテレ金ちゃん』（月 - 木曜日）『花のテレ金ちゃん』（金曜日、ミキハウス以外のスポンサーを独自に付ける企画ネット方式で18:53頃に放送）
- NKT（日本海テレビ）『ニュースevery日本海』木曜日18:59頃（「めばえ〜山陰の未来へ〜」、2023年6月22日から再開）
- RKC（高知放送）『こうちeye』月 - 金曜日18:35頃（「めばえ〜こうちの希望〜」）

### 過去
- STV（札幌テレビ）『どさんこワイド179』月 - 金曜日18:55頃（2013年4月1日から2014年3月まで放送）[14]
- MMT（ミヤギテレビ）『OH!バンデス・ミヤギnews every.』金曜日18:55頃（「めばえ〜みやぎの希望〜」）[15]
- SDT（静岡第一テレビ）『○ごと』金曜日（「てんし」）
- KNB（北日本放送）『ゼロいち』日曜日 12:53頃（「めばえ 今週、生まれました」）
- FBC（福井放送）『おじゃまっテレ ワイド&ニュース』木曜日
- HTV（広島テレビ）『テレビ派』月 - 金曜日17:40頃（2013年4月1日から放送）[16]
- KRY（山口放送）『熱血テレビ』月 - 金曜日
- RNC（西日本放送）『RNC news every.』火曜日・金曜日（2015年3月までは月 - 金曜日に放送）
- RNB（南海放送）『おかデリ』（放送日時不詳）
- JRT（四国放送）『ゴジカル!』火曜日17:35頃
- NIB（長崎国際テレビ）『NIB news every.』月曜日
- KKT（くまもと県民テレビ）『Saturday ココ Smile サタデココ』（土曜日）
- KYT（鹿児島読売テレビ）『KYT news every.』木曜日（2013年4月4日から放送）
- RBC（琉球放送：NNN・NNS加盟局以外では唯一のネット局）『ママドルの情報ポケット』（金曜日9:55 - 10:50、番組自体が2015年3月に終了）

### 独自のタイトルを付けているネット局
- MMT：「めばえ〜みやぎの希望〜 」- 放送上のタイトルとして使用。
- YBC：「めばえ〜山形のひかり〜」 - 「山形県に誕生した"新たなるひかり"を持った赤ちゃん」というニュアンスで、放送上のタイトルとして使用。
- FCT：「きぼう 〜ふくしまのめばえ〜」 - 「きぼうストーリー」（東日本大震災の発災後に福島県内で産まれた0 - 2歳児を対象にした自社制作企画）との連動企画として放送。
- TSB：「いのち」 - 「信州で生まれた『いのち』は信州の未来を担う大切な『いのち』」というメッセージに由来。
- SDT：「てんし」‐「うまれたばかりのてんしのような赤ちゃん」というニュアンスで使用。
- KNB：「めばえ 今週、生まれました」- 放送上のタイトルとして使用。『ゼロいち』が毎週日曜日に放送されるため、実際には放送前週に富山県内で産まれた赤ちゃんの映像を流している。
- CTV：「かぞくのめばえ」 - 以前は、未就学児を取り上げる『キャッチ!』月 - 金曜日の共通企画「わたし・てんさい」の金曜分として放送されていた。
- NKT：「めばえ〜山陰の未来へ〜」- 「少子化が叫ばれる中、山陰で新たに芽生えた命は、未来を担う希望です」というメッセージに由来。
- RKC：「めばえ〜こうちの希望〜」 - 「高知県に誕生した"未来の希望"に満ちる赤ちゃん」というニュアンスで使用。

### BGMに用いられている楽曲
- ytv・KNB・KTK・HTV[17]・JRT・RNC・RKC[18]・KYT：熊木杏里「誕生日」
- KRY：マユミーヌ「ほしのかずだけ」
- FBC：奥華子「Birthday」
- STV：広田由佳「明日の君へ」
- MMT：さとう宗幸「欅伝説」（『OH!バンデス』エンディングテーマ）[19]
- YBC：ケツメイシ「幸せをありがとう」のオルゴール曲
- CTV：Orange Sugar作曲の「わたし・てんさい」共通テーマソング（『キャッチ!』のオリジナル曲)[20] →AI「ママへ」→Little Glee Monster「夢がはじまる」→奥華子「愛を見つけた場所」
- FCT：音速ライン「心のままに」（『ゴジてれChu！』エンディングテーマ）
- SDT：初田悦子「きみのママより」

### 出演の条件
公式サイトに応募用のフォームやメールアドレスを設けたうえで、独自の条件を明記しているネット局のみ記載。いずれの局でも、赤ちゃんの両親に加えて、親戚や知人からの応募も受け付けている。

#### 現在のネット局
- ytv - 放送当日に近畿2府4県で産まれたばかりの赤ちゃん[21]。
- YBC - 生後おおむね1週間までの赤ちゃん。独自企画の「成長編」では、出生時の様子が同局（山形）版の「めばえ」で紹介された1歳までの子どもを対象に、家族が撮影した動画の投稿を受け付けている。
- FCT- 生後1ヶ月までで、名前が決まっている赤ちゃん。独自企画の「成長編」では、生後0 - 3歳の子どもを対象に、家族からの応募を受け付けている。
- TSB - 生後3ヶ月（以前は1ヶ月）までで、名前が決まっている赤ちゃん。
- CTV - 赤ちゃんとその家族が写った画像の投稿を、1家族につき3枚まで受付。生後1週間以内の赤ちゃんの画像を優先的に放送することや、投稿された画像を放送で採用することが決まっても、その旨を投稿者に連絡しないことを投稿の条件で明示している。以前は、放送当日に東海3県で出産を予定している（妊婦の）家族から応募を受け付けたうえで、出産の模様をスタッフが撮影していた。
- KTK - 石川県内で誕生してから1ヶ月以内で、名前が決まっている赤ちゃん。以前は放送が決定した応募者（採用者）の自宅でスタッフが赤ちゃんを撮影していたが、新型コロナウイルスへの感染が拡大している2020年の春から、同局側で定めた手順（マニュアル）に沿ってスマートフォンなどで赤ちゃんを撮影することを採用者に求めている[22]（撮影後に所定の投稿フォームから送られた映像をスタッフが編集したうえで放送）[23]。
- RKC - 生後1歳頃までで名前が決まっている赤ちゃん、およびその両親（月 - 木曜放送分）。金曜放送分では、RKC独自の追跡取材企画として、過去の放送で取り上げた赤ちゃんの成長した姿を両親とともに紹介している。

#### 過去のネット局
- STV - 放送当日に北海道内で産まれたばかりの赤ちゃん。
- MMT - 放送当日までに宮城県内で産まれたばかりの赤ちゃん。
- SDT - 放送日の直近に産まれた赤ちゃん。
- KRY - 山口県周南市にある本社での撮影に応じられる生後5ヶ月以内の赤ちゃんとその家族（主に母親）。
- RNC - 生後2ヶ月ぐらいまでで岡山県または香川県在住の赤ちゃん、およびその家族（出産予定日が近い場合でも応募が可能）。
- KKT - 熊本県内で誕生してから1年以内の赤ちゃん（を撮影した動画）。
- RBC - 沖縄県内の赤ちゃん。
- NIB - 長崎県内で産まれた赤ちゃん。

KKTでは、視聴者が撮影・投稿した赤ちゃんの動画を放送で紹介。KRY・NIBでは、電話でも応募を受け付けていた。

## iPhone向け無料公式アプリ「Mebae」
幹事局のytvでは、「『オリジナルめばえ』を作ろう」というコンセプトの下に、2012年10月25日からiPhone向けに「Mebae」という公式アプリを制作・提供している。このアプリでは、最大10枚の画像から「アルバム」を作ったうえで、「アルバム」の中から選んだ複数の画像を動画に変換。「アルバム」内のフォームに赤ちゃんの名前・身長・体重を入力すれば、アプリに組み込まれた「誕生日」の音源をBGMに、ytv版の映像さながらのオリジナル動画を無料で制作できる。